# Bahía Petacalco
Bahía Petacalco är en vik i Mexiko.   Den ligger i delstaten Guerrero, i den södra delen av landet, 300 km sydväst om huvudstaden Mexico City.